# Aeroporto Internacional Hermes Quijada
O Aeroporto Internacional Gobernador Ramón Trejo Noel  (IATA: RGA, ICAO: SAWE) serve a cidade de  Rio Grande, província de Terra do Fogo, Argentina. Está localizado a 9 km do centro da cidade.
O aeroporto possui 80,000 m² de pistas,  1,250 m² de terminal, 11,500 m² de pistas de taxi e  1,700 m² de hangares. É operado pela Aeropuertos Argentina 2000.

## Ligações Aéreas
| Companhias            | Destinos                                               |
| --------------------- | ------------------------------------------------------ |
| Aerolíneas Argentinas | Buenos Aires (Aeroparque e Ezeiza)                     |
| Aerovías DAP          | Punta Arenas (Charter)                                 |
| LADE                  | Comodoro Rivadavia, El Calafate, Río Gallegos, Ushuaia |